# Powstanie w Obozie Pracy nr 501
Powstanie w Obozie Pracy Nr 501 (ros. Bосстание на стройке-501) – antysowieckie wystąpienie zbrojne w II poł. lat 40. XX wieku na Dalekiej Północy ZSRR.
Latem 1948 r. doszło do buntu wśród więźniów łagrów, którzy pracowali przy budowie Transpolarnej Magistrali Kolejowej na odcinku Łabytnangi-Igarka. Na ich czele stanął były pułkownik Armii Czerwonej Woronin (Woronow) i były porucznik wojsk pancernych Sakurienko. Buntownikom udało się oswobodzić obóz pracy nr 501, a następnie pobliskie obozy pracy nr 502 i 503. Uwolnieni katorżnicy wyruszyli w kierunku miasta Workuty. Według części źródeł zamierzali opanować miejscową stację radiową w celu wyemitowania prośby o pomoc do świata, a także apelu o przyłączenie się do osadzonych w okolicznych łagrach. Po drodze buntowników zaatakowało lotnictwo wojskowe i desant powietrzny, doprowadzając do ich rozproszenia. Większość z nich zginęła.